# Mónica Domínguez Blanco
Mónica Domínguez Blanco (Ponferrada, 14 de maig de 1984 - Ponferrada, 31 de juliol de 2022) va ser una periodista i presentadora de televisió espanyola, destacada com a reportera de viatges a Viajeros Cuatro.

## Biografia
Va néixer el 14 de maig 1984, a Ponferrada, però durant la seva vida va passar molt de temps a El Bierzo, localitat amb la qual va construir un vincle a causa de la seva mare i els seus avis.
Es va llicenciar en Periodisme el 2007 per la Universitat Antonio de Nebrija, va cursar el tercer curs de la seva carrera en la Lock Haven University de Pennsilvània.
Va iniciar la seva carrera el 2006 a El Bierzo, en una emissora local, Bierzo Suena, en la qual va estar treballant fins a fer el pas a la televisió l'any 2011 amb el grup Mediaset, amb El Programa de Ana Rosa. Posteriorment faria treballs com a redactora i reportera en Divinity está de moda, del canal Divinity; per Las Mañanas de Cuatro, del canal Cuatro; i entre 2012 i 2015 com a reportera del programa Hay una cosa que te quiero decir de Telecinco.
Durant 2015 va treballar com a redactora i reportera del circuit Pokerstars i com a directora i presentadora d'un magazine diari a RTV Castella i Lleó.
Després del seu pas per ¡Qué tiempo tan feliz!, Hazte un selfie i Dani&Flo, el 2018 va consagrar la seva carrera al programa del canal de televisió Viajeros Cuatro, compaginant-lo amb la labor de reportera a Ya es Mediodía o Cuatro al día.
Va morir el 31 de juliol de 2022, a causa d'una llarga malaltia.